# Nisaetus
Nisaetus, vulturii-șoim cu creastă, sunt un gen de răpitoare din subfamilia Aquilinae, întâlnite în principal în Asia tropicală⁠(d). Anterior au fost încadrate în genul Spizaetus, dar studiile de genetică moleculară arată că reprezentanții din Lumea Veche ai acestui gen sunt mai apropiați de genul Ictinaetus decât de Spizaetus din Lumea Nouă. Sunt vulturi-șoim cu corp subțire, de mărime medie, cu aripi rotunjite, picioare cu pene lungi, aripi barate, creste și de obicei adaptați habitatelor forestiere.

## Taxonomie
Aceste specii din Lumea Veche au fost plasate anterior în genul Spizaetus. Ele au fost mutate în genul Nisaetus pe baza rezultatelor studiilor de genetică moleculară publicate în 2005 și 2007. Genul Nisaetus a fost introdus în 1836 de naturalistul englez Brian Houghton Hodgson⁠(d), având ca specie tip Nisaetus nipalensis. Numele genului Nisaetus combină latinescul medieval nisus pentru „șoim” cu greaca veche aetos care înseamnă „vultur”.

### Specii
Genul conține zece specii:
- Nisaetus alboniger (Blyth, 1845)
- Nisaetus bartelsi Stresemann, 1924
- Nisaetus cirrhatus (Gmelin, 1788)
- Nisaetus floris (E. Hartert, 1898)
- Nisaetus kelaarti (Legge, 1878)
- Nisaetus lanceolatus Temminck & Schlegel, 1844
- Nisaetus nanus Wallace, 1868
- Nisaetus nipalensis (Hodgson, 1836)
- Nisaetus philippensis Gould, 1863
- Nisaetus pinskeri Preleuthner & Gamauf, 1998